# Netesivka, Țarîceanka
Netesivka (în ucraineană Нетесівка) este un sat în comuna Zalelia din raionul Țarîceanka, regiunea Dnipropetrovsk, Ucraina.

## Demografie
Componența lingvistică a localității Netesivka
     Ucraineană (94,41%)
     Rusă (5,24%)
Conform recensământului din 2001, majoritatea populației localității Netesivka era vorbitoare de ucraineană (94,41%), existând în minoritate și vorbitori de rusă (5,24%).